# Alerta Bahía Blanca
Alerta Bahía Blanca (o simplemente Alerta Bahía) es el servicio público de seguridad ciudadana municipal del municipio bonaerense de Bahía Blanca que fue implementado el 26 de septiembre de 2011 por el Intendente Cristian Breitenstein y relanzado el 21 de abril de 2014 por el Intendente Gustavo Bevilacqua.
Este sistema, similar al Alerta Tigre del municipio de Tigre, al Alerta Pergamino de la Ciudad de Pergamino y a otros instrumentos de protección ciudadana existentes en diversas localidades de Argentina y en otros países de Latinoamérica y Estados Unidos, es gestionado por la Municipalidad de Bahía Blanca con el objetivo de colaborar con las autoridades de la Provincia de Buenos Aires que tienen competencia en materia de seguridad en el territorio de los distintos partidos del Estado provincial.

## Estructura
Para complementar y fortalecer la capacidad operativa de las fuerzas policiales, los bomberos, los equipos de emergencias médicas, el cuerpo de Guardia Urbana Municipal y el Ministerio Público Fiscal local, el gobierno municipal de Bahía Blanca cuenta con el sistema Alerta Bahía, que integra herramientas tecnológicas de modo convergente y permite la participación de la ciudadanía en el combate del delito y la atención de situaciones de emergencia que requieren de la intervención de las autoridades.

Alerta Bahía Blanca es administrado por la Subsecretaría de Gobierno y Protección Ciudadana de la Secretaría de Gobierno Municipal, a través del Centro Tecnológico de Monitoreo (CTM), donde se reciben, analizan y archivan las denuncias realizadas por los habitantes a través del sistema, para proceder a su despacho a las unidades operativas encargadas de dar respuesta en el territorio.
Los vecinos registrados en el sistema acceden a una amplia gama de herramientas que permiten realizar reportes, algunas de las cuales están especialmente desarrolladas a estos efectos y otras funcionan mediante la adaptación de elementos de uso cotidiano. Entre ellas, se pueden destacar los botones de pánico para smartphones, el sistema de alerta integrado a las terminales de tarjetas de crédito y débito de locales comerciales, teléfonos celulares con funciones básicas como mensajes de texto SMS y navegador WAP, colectivos con botones de pánico identificados por sistema de geoposicionamiento, aplicaciones para computadoras conectadas a internet y dispositivos de alerta entregados a líderes e instituciones barriales, vigiladores privados o mujeres víctima de violencia de género.
Una vez enviada una alerta desde alguno de los dispositivos incorporados a la red, el nodo de comunicación de Alerta Bahía Blanca activa un plano con la ubicación y vías de acceso para llegar al objetivo, aprovechando especialmente los módulos GPS incorporados en patrulleros, ambulancias y móviles municipales, lo cual permite que la capacidad y el tiempo de respuesta de las autoridades públicas se vean respectivamente fortalecida y mejorado.

## Objetivo
El objetivo central del sistema Alerta Bahía Blanca es el de perfeccionar la seguridad ciudadana en el ejido municipal de Bahía Blanca, desde el ámbito de competencia propio del Estado local, colaborando y contribuyendo con las estructuras del Gobierno de la Provincia de Buenos Aires que tiene a su cargo la función estatal de seguridad pública en todo el territorio provincial, incluyendo el correspondiente a Bahía Blanca y los otros ciento treinta y cuatro municipios bonaerenses.
Para ello, Alerta Bahía facilita el flujo de la información entre los ciudadanos y las autoridades a partir de la interacción entre éstos aprovechando los instrumentos que brindan las nuevas tecnologías de la comunicación y de la información, generando una plataforma comunicacional integrada que relaciona al Centro Tecnológico de Monitoreo con los distintos elementos de acción operativa que funcionan en la ciudad y sus alrededores.